# Congoharpax brunneri
Congoharpax brunneri är en bönsyrseart som beskrevs av Kirby 1904. Congoharpax brunneri ingår i släktet Congoharpax och familjen Hymenopodidae. Inga underarter finns listade i Catalogue of Life.